# Asdrubal Bentes

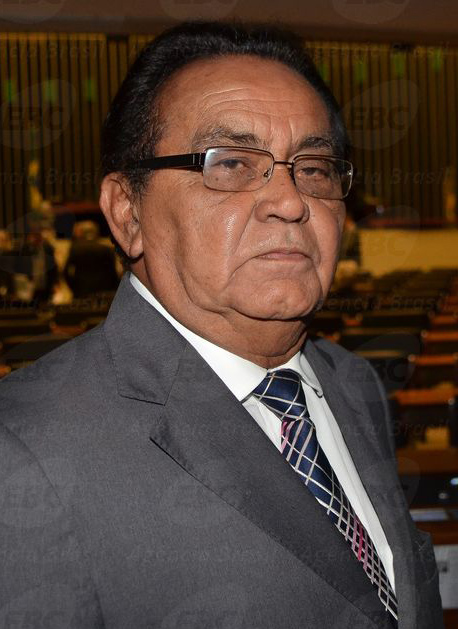
Asdrubal Bentes (2014)

Asdrúbal Mendes Bentes (* 27. Juli 1939 in Humaitá, Bundesstaat  Amazonas, Brasilien; † 27. April 2020 in Belém, Brasilien) war ein brasilianischer Politiker. Er war von 1987 bis 2014 Bundesabgeordneter für den Bundesstaat Pará.

## Leben
Asdrubal Bentes studierte Jura und war als Anwalt tätig. Er kam 1976 in die Politik und trat zunächst der Arena-Partei bei, die mit der Militärdiktatur in Brasilien verbündet war. Später wechselte er zum PMDB. Außerdem war er Präfekt der Stadt Salinópolis sowie Präsident des Fußballclubs Paysandu Sport Club. Sechs Mal war er im Bundesparlament Bundesabgeordneter für den Bundesstaat Pará, insgesamt für die Jahre von 1987 bis 2014, mit einer Unterbrechung für das Jahr 2000.
Wegen Korruption wurde er zu drei Jahren Gefängnis verurteilt. Die Strafe wurde jedoch in drei Jahre Hausarrest umgewandelt. Durch Rücktritt als Abgeordneter konnte er der Amtsenthebung entgehen.
Er richtete sich gegen das Volk der Arara do Volta Grande, damit diese dem Bau eines Staudammes des Belo-Monte-Wasserkraftwerkes weichen.
Asdrubal Bentes starb am 27. April 2020 in Belém im Alter von 80 Jahren an den Folgen einer COVID-19-Erkrankung.